# Lepétkino
Lepétkino (en rus: Лепеткино) és un poble de la República de Marí El, a Rússia, que en el cens del 2010 tenia 78 habitants. Pertany al districte rural de Kozmodemiansk.